# Basel-Stadt
Basel-Stadt (Nederlands: Bazel-Stad; Frans: Bâle-Ville; Italiaans: Basilea Città; Reto-Romaans: Basilea-Citad) is een kanton in het noorden van Zwitserland.
De bevolking bestaat voor 26,5% uit protestanten, voor 24,9% uit Rooms-katholieken en voor 31,0% uit niet-gelovigen (2000); dat laatste percentage is voor Zwitserland erg hoog.

## Geografie
Bazel-Stad is een halfkanton in het noordwesten van Zwitserland. Hoewel het kanton het kleinste van de 26 kantons is, staat het gemeten naar het aantal inwoners op de 14e plaats. De bevolkingsdichtheid is er dus tamelijk hoog. Het bevat de stad Bazel en twee aangrenzende gemeenten ten noorden van de Rijn. Ook het voormalige vissersdorp Kleinhüningen bij het drielandenpunt behoort tot het kanton.
Bazel ligt aan de Rijnknie, waar de rivier Birsig in de Rijn uitmondt en zijn stroomrichting van westelijk naar noordelijk verandert.

## Demografische evolutie van het kanton
Bron: https://www.bfs.admin.ch/bfs/de/home/statistiken/bevoelkerung/stand-entwicklung.assetdetail.32229209.html

## Economie
De economie van het kanton Basel-Stadt loopt grotendeels gelijk met die van de stad Bazel en steunt vooral op farmaceutische industrie, chemische industrie, en handel.
Grotere bedrijven in Bazel zijn: Novartis, Ciba Specialiteitenchemie, Lonza, Roche en Syngenta. De Rijnhaven van Bazel is een belangrijke terminal voor de handel tussen EU en Zwitserland, omdat de Rijn stroomopwaarts van Bazel niet meer voor grotere schepen bevaarbaar is.
Er vindt vrij veel grensverkeer plaats, doordat vele Fransen en Duitsers bij de grote bedrijven in Bazel werk vinden.
Bazel heeft een internationale luchthaven EURO Airport (Bazel-Mulhouse-Freiburg), die, door een compromis, op Frans grondgebied is gebouwd met Zwitsers geld. Zowel de regio van Mulhouse als Bazel wilden een luchthaven hebben, maar Bazel beschikte niet over de benodigde grond en Mulhouse kon de kosten niet dragen.

## Talen
Moedertaal:
- Duits: 79,3%
- Frans: 2,5%
- Italiaans: 5,0%
- andere talen: 13,4%

28,4% van de bevolking van Bazel-Stad heeft geen Zwitsers paspoort.

## Plaatsen en gebieden
Sinds de splitsing van het kanton Bazel bestaat het stadkanton slechts uit 3 gemeentes:
- Bazel (Inwoners: 176.329)
- Riehen (Inwoners: 22.408)
- Bettingen (Inwoners: 1.294)

Riehen en Bettingen waren oorspronkelijk landelijke gemeenten, maar hebben zich meer en meer tot forensengemeenten ontwikkeld.
Riehen ligt aan de spoorlijn van Bazel naar het Duitse Lörrach en verder naar Zell im Wiesental. In Riehen staat een van de toonaangevende musea van Bazel; de door de Italiaanse architect Renzo Piano ontworpen Fondation Beyeler.
Het hoogste punt van het kanton, de Chrischonahöhe, is gelegen in Bettingen.

## Toerisme
- Het drielandenpunt Duitsland-Frankrijk-Zwitserland
- Carnaval
- Bazelse Läckerli (een soort gebak)
- De Sint Chrischonatoren
- De architectuur van de stad
- Veel musea, waaronder de Fondation Beyeler te Riehen.

## Districten
Er zijn geen districten in Bazel-Stad.

## Geschiedenis
Het kanton Bazel-Stad ontstond in 1833, toen het kanton Basel-Landschaft zich afsplitste van het toenmalige kanton Bazel (zie Basel-Landschaft of Bazel voor verdere informatie). Bazel-Stad heeft deze splitsing tot op heden niet in de grondwet geaccepteerd.

## Demografie
| Nationaliteit            | 1990    | 2000    | 2010    |
| ------------------------ | ------- | ------- | ------- |
| Zwitserland              | 77,52 % | 72,44 % | 67,36 % |
| Duitsland                | 2,60 %  | 3,27 %  | 7,58 %  |
| Italië                   | 6,42 %  | 5,44 %  | 4,18 %  |
| Turkije                  | 3,27 %  | 4,38 %  | 3,56 %  |
| Joegoslavië              | 2,79 %  | 3,13 %  |         |
| Servië Montenegro Kosovo |         |         | 2,46 %  |
| Spanje                   | 2,78 %  | 2,16 %  | 1,52 %  |
| Portugal                 | 0,42 %  | 0,79 %  | 1,35 %  |
| Noord-Macedonië          |         | 1,12 %  | 1,17 %  |
| Verenigd Koninkrijk      | 0,35 %  | 0,48 %  | 0,96 %  |
| Frankrijk                | 0,59 %  | 0,54 %  | 0,76 %  |
| India                    | 0,12 %  | 0,17 %  | 0,65 %  |
| Verenigde Staten         | 0,25 %  | 0,31 %  | 0,63 %  |
| Oostenrijk               | 0,45 %  | 0,45 %  | 0,58 %  |
| Kroatië                  |         | 0,81 %  | 0,54 %  |
| Sri Lanka                | 0,30 %  | 0,63 %  | 0,49 %  |
| Bosnië en Herzegovina    |         | 0,68 %  | 0,41 %  |
| Nederland                | 0,18 %  | 0,21 %  | 0,32 %  |